# Meryem Uzerli
Meryem Sarah Uzerli (Kassel, 12 agosto 1982) è un'attrice tedesca, di origine turca.

## Filmografia parziale

### Cinema
- Annemin Yarasi, regia di Ozan Açiktan (2016)
- Cingöz Recai, regia di Onur Ünlü (2017)
- Öteki Taraf, regia di Özcan Deniz (2017)
- Kovan, regia di Eylem Kaftan (2019)
- A Beautiful Dream, regia di Alp Kamber (2022)

### Televisione
- Inga Lindström - serie TV, un episodio (2008)
- Il secolo magnifico (Muhtesem Yüzyil) - serie TV, 100 episodi (2011-2013)
- Gecenin Kraliçesi - serie TV, 15 episodi (2016)
- Eskiya Dünyaya Hükümdar Olmaz - serie TV, 19 episodi (2016-2017)

## Premi
- Chelsea Film Festival
  - 2020: "Best Actress Feature Film" (Kovan)
- Beirut International Film Festival
  - 2016: "Best International Actress" (Eskiya Dünyaya Hükümdar Olmaz)
- Pantene Golden Butterfly Awards
  - 2011: "TV Stars Special Award"
  - 2012: "Best Actress in Drama" (Muhtesem Yüzyil)
- Turkey Youth Awards
  - 2015: "Golden Star - Most Popular Female Celebrity"